# Elsie Widdowson
Elise Widdowson, född 21 oktober 1906 i London, död 14 juni 2000 i Cambridge, var en brittisk kemist och nutritionist som är känd för att ha bidragit vetenskapligt till genomförandet av den brittiska regeringens livsmedelsransoneringprogram under andra världskriget tillsammans med sin forskarkollega Robert McCance.
Elise Widdowson studerade kemi vid Imperial College i London där hon fick sin doktorsexamen 1931 för sin avhandling om äpplens kolhydratinnehåll. Därefter tillbringade hon ett år på Courtauld Institute of Biochemistry och 1933 knöts hon till King’s College of Household and Social Science där hon studerade dietik och kom i kontakt med Robert McCance. De båda flyttade till Cambridge 1938.
Elsie Widdowson och Robert McCance fastställde det näringsmässiga innehållet i tusentals matvaror och sammanställde resultaten i artikeln The Chemical Composition of Foods 1940. De sporrades av de brittiska regeringens oro över konsekvenserna av livsmedelsransoneringen som infördes under det andra världskriget och undersökte effekterna av bristfällig kosthållning. Så småningom fastställde de att en grunddiet baserad på bröd, potatis och kål var tillräcklig.
Elsie Widdowson blev chef forskningen kring spädbarnsnutrition vid Dunn Nutrition laboratory där hon undersökte bröstmjölksersättning som såldes i Europa.  Hon var president (ordförande) för Nutrition Society 1977–1980, Neonatal Society 1978-81 och British Nutrition Foundation 1986–1996. Hon blev även medlem av Royal Society 1976. Hon fick ett flertal utmärkelser för sitt arbete inklusive den brittiska imperieorden, CBE.